# Central termoeléctrica Campiche
La Central termoeléctrica Campiche es una central termoeléctrica ubicada en la localidad de Las Ventanas, comuna de Puchuncaví, región de Valparaíso, Chile, de propiedad de la empresa AES Gener. Forma parte del Complejo termoeléctrico Ventanas.
Con un costo cercano a los 500 millones de dólares, la central, que utiliza carbón y coque de petróleo, tiene una capacidad de generación eléctrica prevista en 270 MW. Su principal objetivo es proveer energía eléctrica al Sistema Interconectado Central, para satisfacer parte de la futura demanda energética chilena y contribuir a dar estabilidad y seguridad al sistema en el mediano plazo. Entró en operaciones en marzo de 2013.

## Antecedentes
En agosto de 2007, AES Gener ingresó el proyecto al Sistema de Evaluación de Impacto Ambiental (SEIA), referido a la construcción y operación de una central equipada con tecnología de combustión de carbón pulverizado de última generación. 
Según consta en el Estudio de Impacto Ambiental (EIA) ingresado a la Comisión Nacional del Medio Ambiente, el proyecto también contempla la construcción y operación de un depósito para el manejo y disposición final de las cenizas y residuos sólidos producidos por los procesos de combustión de la caldera y de desulfurización de gases.
Tras la revisión de estos antecedentes, la empresa obtuvo una resolución ambiental favorable en mayo de 2008, con lo que procedió al inicio de las obras de construcción de las instalaciones de la central termoeléctrica.

## Polémica
A fines de 2008, el Consejo Ecológico de Quintero-Puchuncaví presentó un recurso contra la construcción de la central Campiche, argumentando una serie de ilegalidades en que habría incurrido la Comisión Regional del Medio Ambiente de Valparaíso a la hora de entregar la aprobación ambiental del proyecto. Los dos principales argumentos eran el hecho de que se autorizó la instalación en una zona de restricción por peligro para el asentamiento humano, y que se intentó cambiar ilegalmente el plano regulador intercomunal de Valparaíso. Dicho recurso fue acogido por la Corte de Apelaciones de Valparaíso, y si bien AES Gener recurrió a la Corte Suprema, en junio de 2009 ésta declaró ilegal la autorización dada al funcionamiento de la central a carbón por la Comisión Regional del Medio Ambiente de Valparaíso, por conceder el permiso sin que se realizara el cambio de uso de suelo necesario, lo que obligó a la empresa de AES Gener a paralizar las obras de construcción.
El fallo señalaba que el sector de emplazamiento del proyecto corresponde a una zona declarada saturada para material particulado y dióxido de azufre desde el año 1993, y que se encontraba sujeta a un plan de descontaminación, por lo que la zona que había sido destinada a áreas verdes cumple el cometido de mitigar los efectos de los contaminantes presentes en el lugar y que, en consecuencia, la eliminación ilegal de un uso de suelo para áreas verdes en una localidad afectada por la alta emisión de contaminantes provoca un menoscabo evidente al entorno en que viven los recurrentes, vulnerando su derecho constitucional a vivir en un medio ambiente libre de contaminación.
Paralelamente, la municipalidad de Puchuncaví ordenó en septiembre la demolición de las obras de la Unidad N.º 4 de la Central Termoeléctrica Campiche, debido a que la infraestructura no contaba con los permisos municipales para su construcción.
El gobierno, por su parte, anunció que buscaría la fórmula para allanar el camino al proyecto a carbón. De tal manera, el 31 de diciembre de 2009, el Ministerio de Vivienda y Urbanismo modificó mediante un decreto supremo la Ordenanza General de Urbanismo y Construcciones (OGUC) respecto del uso de suelo de actividades productivas. Con tal ajuste en la normativa urbana nacional, se estableció que si al menos el 30% de la superficie de un terreno permite las actividades productivas y/o de infraestructura, se admitirán en todo ese terreno el uso de suelo de ese porcentaje minoritario, con lo cual la planta de Campiche quedaría en condiciones de someter nuevamente a aprobación ambiental su proyecto.
Ya que el terreno en que se emplaza la central Campiche incluye una zona de uso industrial peligroso en una proporción aproximada al 33% del predio, la modificación de la OGUC, firmada por el vicepresidente Edmundo Pérez Yoma y la ministra Patricia Poblete, fue vista por los ambientalistas y vecinos de Puchuncaví como "hecha a la medida" de la construcción de la central de AES Gener, idea reafirmada por la información filtrada en un documento diplomático de la embajada de Estados Unidos en Chile, en donde se asegura que el embajador Paul Simmons se entrevistó con varios ministros de Michelle Bachelet para hacer lobby por el proyecto. El documento señalaba que se solicitó a la ministra Poblete desarrollar nuevas guías que se acomodaran al fallo de la Corte Suprema, a lo que ella respondió que estaba "dispuesta a solucionar el problema de las zonas industriales".
La junta de vecinos de Campiche interpuso un recurso de protección en contra de los funcionarios gubernamentales involucrados en la modificación de la OGUC. Entre ellos, los ministros Viera Gallo y Poblete, además del contralor Ramiro Mendoza Zúñiga, por la "elaboración y dictación arbitraria e ilegal” del Decreto Supremo Nº68/2009 que modificó la OGUC.
En enero de 2010, la empresa inició los trámites para acogerse a esta modificación para continuar con el proyecto. Finalmente, la Comisión Regional del Medio Ambiente de Valparaíso aprobó en febrero de 2010 la calificación del proyecto termoeléctrico, mientras que la Municipalidad de Puchuncaví entregó el 10 de agosto del mismo año el permiso de edificación, levantando la suspensión de la construcción de la central que había sido decretada en el mes de junio de 2009.